# Эквитабл-билдинг
Эквитабл-билдинг (англ. Equitable Building) — 38-этажный небоскрёб, расположенный в Файненшл-дистрикт в Нью-Йорке, США. Было построено в 1913—1915 годах для компании Equitable Life Insurance Company после того, как располагавшееся на этом месте прежнее здание компании сгорело в 1912 году. Из-за отсутствия каких-либо уступов (а как следствие, недостаток солнечного света на улицах внизу) здание подверглось сильной критике, что послужило поводом для разработки первой в стране резолюции зонирования, требовавшей делать на зданиях уступы для попадания на улицы света. Несмотря на первоначальную критику, здание до сих пор эксплуатируется, входит в список достопримечательностей Нью-Йорка и является национальным историческим памятником США .

## Участок
Здание расположено на участке между Бродвеем, Сидар-стрит, Носсау-стрит, и Пайн-стрит. Участок имеет неправильную форму: 95 м на Сидар-стрит, 51 на Бродвее, 46 на Нассау-стрит и 93 на Пайн-стрит. Площадь участка составляет 4609 м². Почтовый индекс здания — 10271.

## Архитектура
Архитектором здания является Эрнест Грейам. В отличие от других зданий (Метлайф-тауэр, Вулворт-билдинг, Зингер-билдинг) того времени, Эквитабл-билдинг лишено любых архитектурных уступов. Есть несколько причин такой формы: во-первых, архитекторы до этого не имели опыта проектирования зданий в Нью-Йорке, а во-вторых, планировалось использовать в здании все современные 
технологические достижения, такие как лифт, система отопления и вентиляция, при этом сохранив максимальное пространство для помещений.